# Kancellibygningen
Kancellibygningen er en bygning på Slotsholmen i København som i dag huser Finansministeriet. Den betegnes til tider også Den røde bygning.

## Historie
Den blev opført af Frederik 4. i 1721 til at huse centraladministrationen som dengang ikke fyldte mere. Denne bygning erstattede den foregående kancellibygning som lå ved Holmens Kanal over for Københavns Slots hovedport; efter udflytningen i 1721 blev den gamle kancellibygning nedrevet.
Kancellibygningen er opført i barokstil og arkitekten var den kongelige bygmester, Johan Conrad Ernst. Anlægsarbejdet begyndte i juni 1716 og bygningen var indflytningsklar efter 5 år, hvilket var en forholdsvis kort byggeperiode.
Bygningen er i tre fløje, hver med tre etager og kælder. Byggegrunden er ret irregulær i sin form da de to sidefløje ikke er lige lange og hjørnet ved Christiansborgs Slotsplads er ikke retvinklet. Men da midterfløjen er hovedfacaden og symmetrisk opbygget med en port i midten, bemærkes den irregulære form ikke særligt.
Kancellibygningen blev bygget op mod Proviantgården og Biblioteksbygningen som lå bagved og som var forbundet med Københavns Slot via løngang i første sals højde.

## Indretning
Bygningen skulle rumme kancellierne (det danske og det tyske) sammen med Rentekammeret og Krigskollegiet, og den var hovedsagelig indrettet med kontorer; i dag betragtes den da også som Danmarks ældste kontorbygning.
Da første sal havde direkte adgang til slottet var det naturligt nok her de centrale kontorer og funktioner blev placeret. Nærmest slottet ud mod slotspladsen placerede man gehejmekonseillets lokaler og premierministerens kontor.
Ned gennem midterfløjen løber en gang, "Stengangen", hvor der ligger kontorer på hver side. Nærmest konseillets lokaler sad oversekretæren i det tyske kancelli og det rum, som i dag betegnes "Struenseværelset", står stadig med oprindelige tapeter.
I den modsatte ende af Stengangen kom man til Rentekammeret kollegiesal som var det største rum i bygningen. Dette rum viser også stadig tegn på datidens overdådige indretning, idet det har et rigt udsmykket stukloft med at maleri af Henrik Krock.
Hvad angår de andre etager, blev stue og kælder brugt til arkiver, mens anden sal var mindre kontorer som hørte til de forskellige administrationsenheder.